# スキーワックス

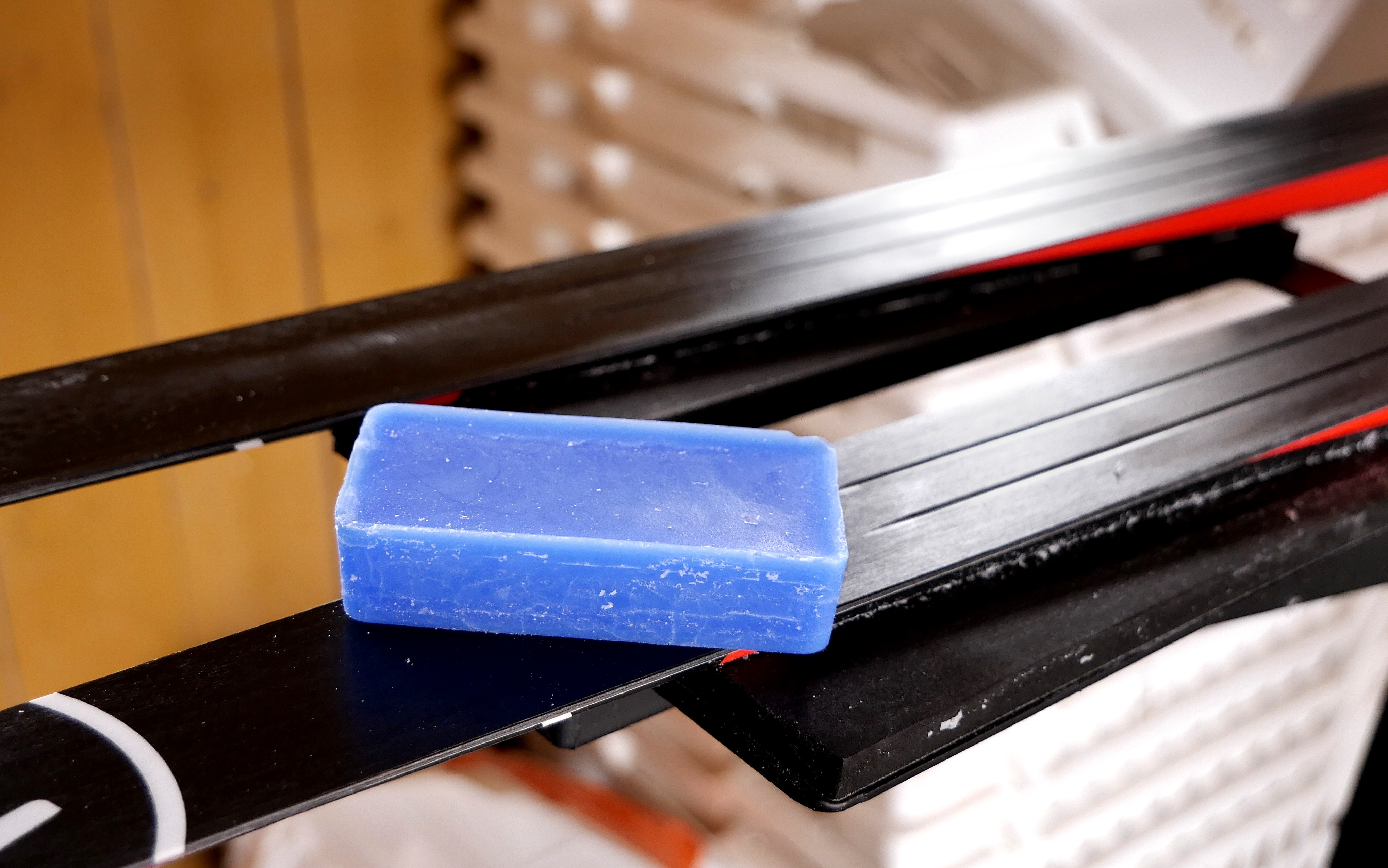
スキーのワックスと板

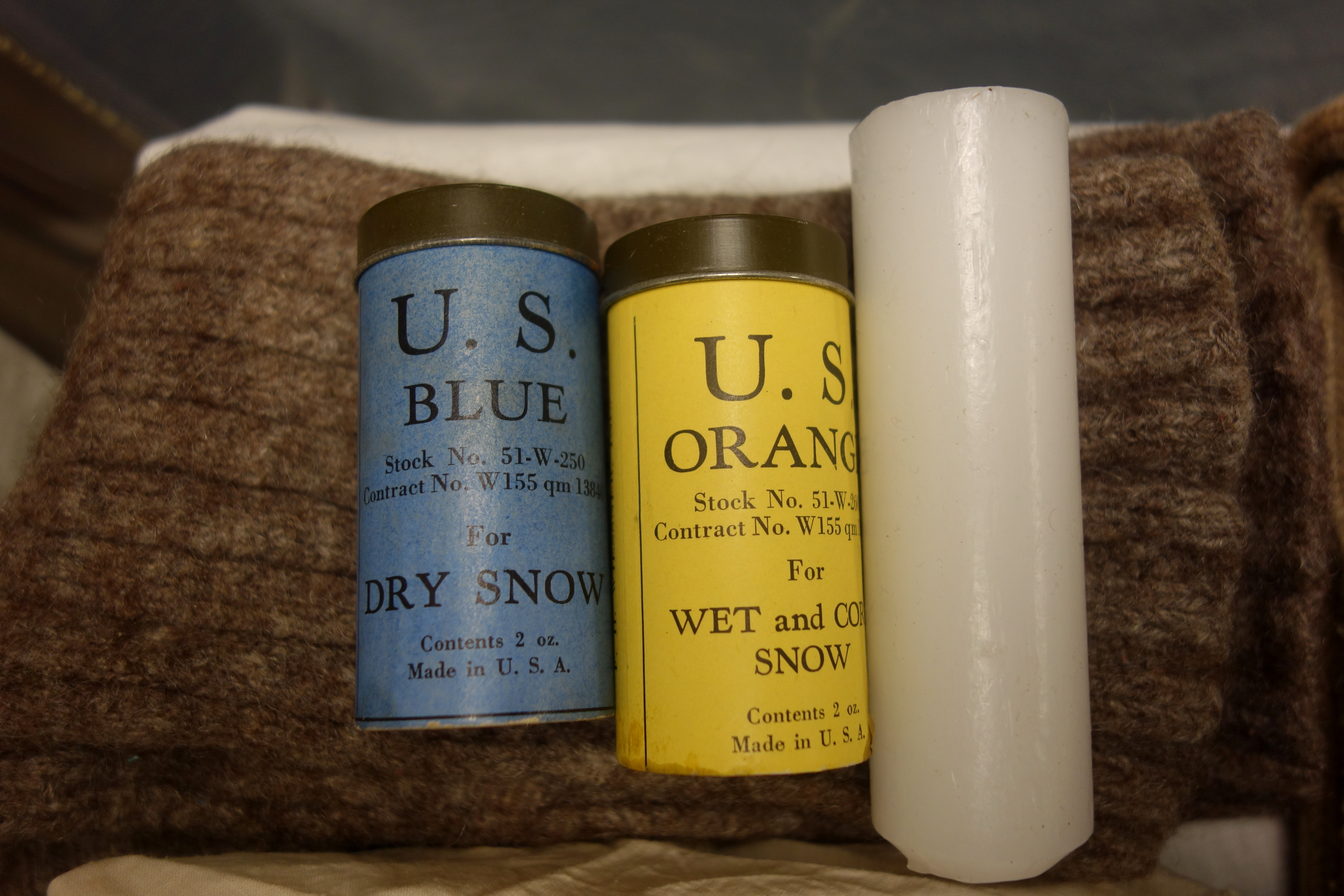
かつてアメリカ陸軍スキー部隊で使用されていたスキーワックス。左から、グリップワックスの缶（青は乾いた雪用、黄は湿った雪とザラメ雪用）と、パラフィンのグライドワックス。

スキーワックスは、スキー、スノーボード、トボガンなどの滑走面に塗布して、さまざまな雪の条件下におけるその摩擦係数を改善する物質である。スキーに使用するワックスには、動摩擦を最小化するグライド（滑走）ワックスと、静止摩擦を実現するグリップ（滑り止め）ワックスの、主に2つのタイプがある。雪の温度や温度履歴によって雪の結晶の種類やサイズ、雪面の含水率などは異なり、どちらのタイプのワックスもその雪質に合わせて設計されている。グライドワックスは、アルペンスキーとクロスカントリースキーの両方で、スキーの潤滑摩擦を最小限に抑えるように選択される。グリップワックスは、クロスカントリースキーのクラシカル走法において、雪上での粘着摩擦による駆動力をスキーヤーに与える。
スキーの滑走面に使用されている最新のプラスチック素材（高弾性ポリエチレンやテフロンなど）は、雪上での優れた滑走特性を備えており、多くの場合においてグライドワックスの必要性を低減させる。同様に、クロスカントリースキーの足裏部にある片方向的な質感（うろこ状や微細な起毛など）は、クラシカル走法を使うスキーヤーにとってグリップワックスの実用的な代替となる。

## 歴史
スキーワックスの使用を教示する最初の記録は1673年にヨハンネス・シェフェルス（瑞語版）が著した Argentoratensis Lapponiæ（ラップランドの歴史、英語版）の中にあり、松脂を用いるように助言している。さらにワックスのかけ方は1761年の記録がある。
凍結融解や風化圧雪によりザラメ状となったすべての温度の雪でグリップが得られる粘着剤として、1913年にペーテル・エストビエ（諾語版）がクリスターを発明し特許を取得した。
1934年にはフランスでアルミニウム製スキーが限定生産されたが、ワックスはアルミニウムに付着しないので、足の裏の部分には後ろへの滑りを防ぐためのグリップがほどこされ、うろこのワックスレススキーの先駆となった。1970年、うろこを基にしたワックスレスのノルディックスキーが作られた。
ワックスの近年の進歩としては、ハーテルワックス社（英語版）によって1974年に導入された界面活性剤、1986年に導入された有機フッ素化合物の使用があり、これらは撥水防汚性を高めて滑りを促進する。

## 滑走ワックス
グライドワックスはスキー板の滑走性の向上と滑走面の保護のために使用するもので、その日の雪の状況や雪温に最も適したワックスを塗る。主に固形のもの（アイロンで溶かして塗りこむ）、液体のもの（スプレータイプとリキッドタイプ）、パウダータイプのものがある。
初心者などの間では「ワックスを塗るとスピードが出て危険だ」という誤解が生じがちだが、むしろワックスを塗らなければスキーの板に雪がくっついてしまい、滑らなくなるばかりか転倒する危険もある。そのために初心者でもスキー板の表面にワックスを塗ることはとても大切であり、特にインストラクターは初心者に「歩く」「滑る」「止まる」「回る」のスキーの要素から「滑っても止まれる」事を教え、ワックスの必要性と合わせて知ってもらう事が大事である。

### 塗布
固形のハイドロカーボン（パラフィン）、フッ素などでできたワックスは、専用のアイロンで溶かしてスキーの滑走面に垂らしてからアイロンを動かしてまんべんなく塗りこむ。冷えて固まった後、スクレーパーと呼ばれる厚い定規のようなプラスチック板で余剰分を削り落とす。この一連の作業を「ホットワックス」という。滑走面に浸み込んだ汚れがワックスで浮き出るクリーニング効果もある。雪温に応じてフッ素の配合率が違う複数のタイプを使い分ける。春先など雪温が高くなるほど水分が多くなるので高雪温用はフッ素配合率が高い。
固形タイプのワックスは、種類によっては時に固形のまま直接スキーの滑走面に塗り込む事があり、これは主に「生塗り」と呼ばれている。ホットワックスに比べると持続性に欠けるが、携帯しやすい事から雪質の変化等で滑走性が悪くなった時にそのつど行える利点がある。また、生塗りを行った後でワックスコルクや専用のブラシで磨き込む事もある。
スプレータイプとリキッドタイプのワックスはホットワックスに比べて手軽だが、持続性に欠ける事が多い。滑走面にスプレーするかリキッドを塗った後、ワックスコルクや専用のブラシで滑走面を磨くようにして塗り込むと良い。なお、リキッドタイプは小型容器やペーパーに染み込ませた物など携帯しやすい物があり、そのつど塗る事も出来る。またリキッドタイプ等の携帯タイプの容器に小型のワックスコルクや、ワックスコルクの代用となるフェルトが取り付けられている事もある。
スプレータイプやリキッドタイプを主に使用している場合のスキーシーズン終了後は、保管中の滑走面やエッジの保護を目的にワックスを塗っておき、シーズン始めにワックスリムーバーと呼ばれるワックスの剥離剤を塗るなどして古いワックスを落とし、再度新しいワックスを塗り込んで滑走性を良くする事を行うケースもある。
パウダータイプのワックスは主にスタートワックスとも言われ、アルペン競技などのスタート直前に滑走面にふり、スプレータイプやリキッドタイプと同様にワックスコルクで磨いて塗り込む。持続性はなく、スタート直後、最初の1〜2ターンしか保たない。フッ素100%配合であるため通常のワックスよりも非常に高価である。スタートワックスは固形タイプ・リキッドタイプ等の物もある。

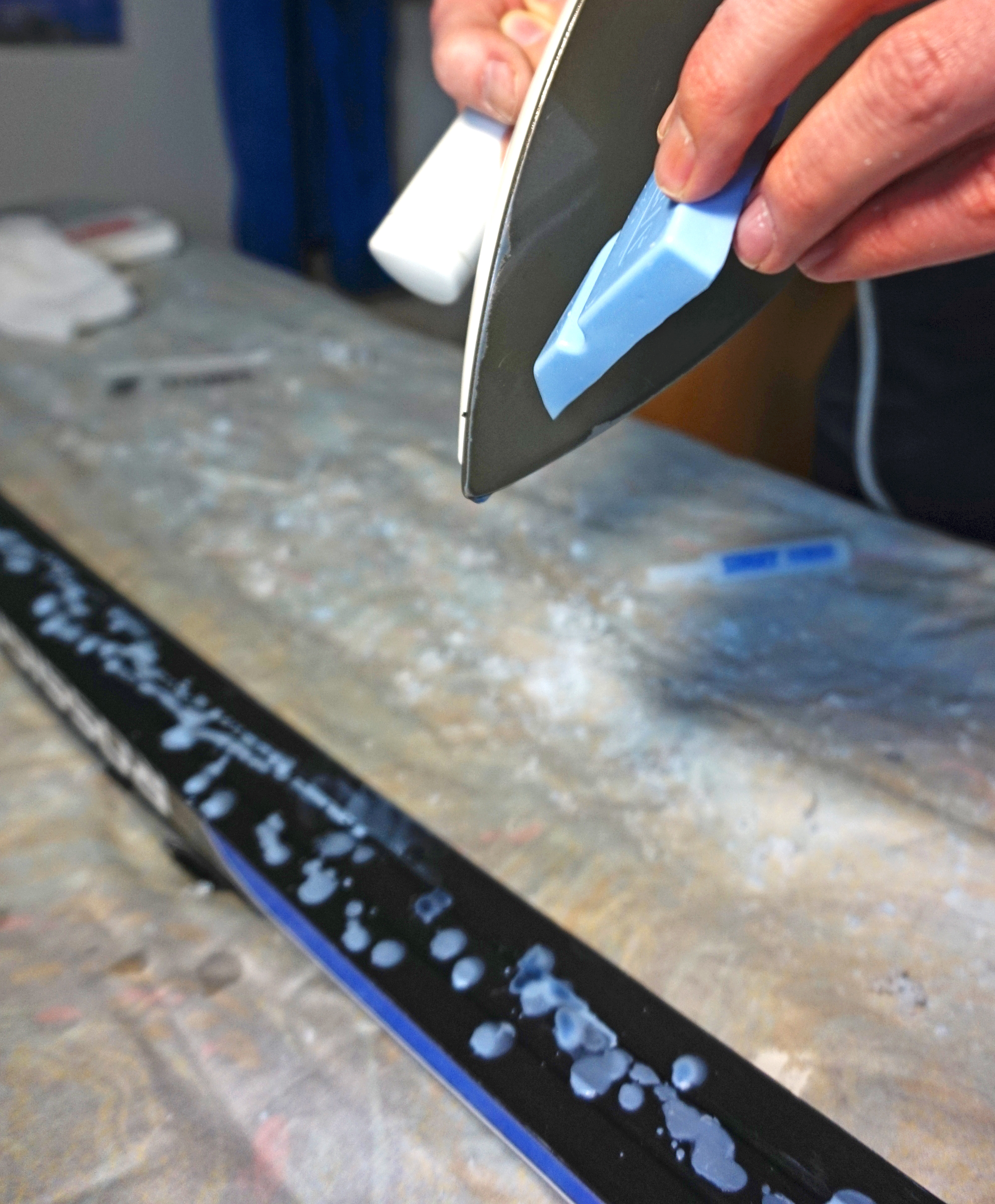
グライドワックスをスキーの上に溶かしてアイロンをかける。
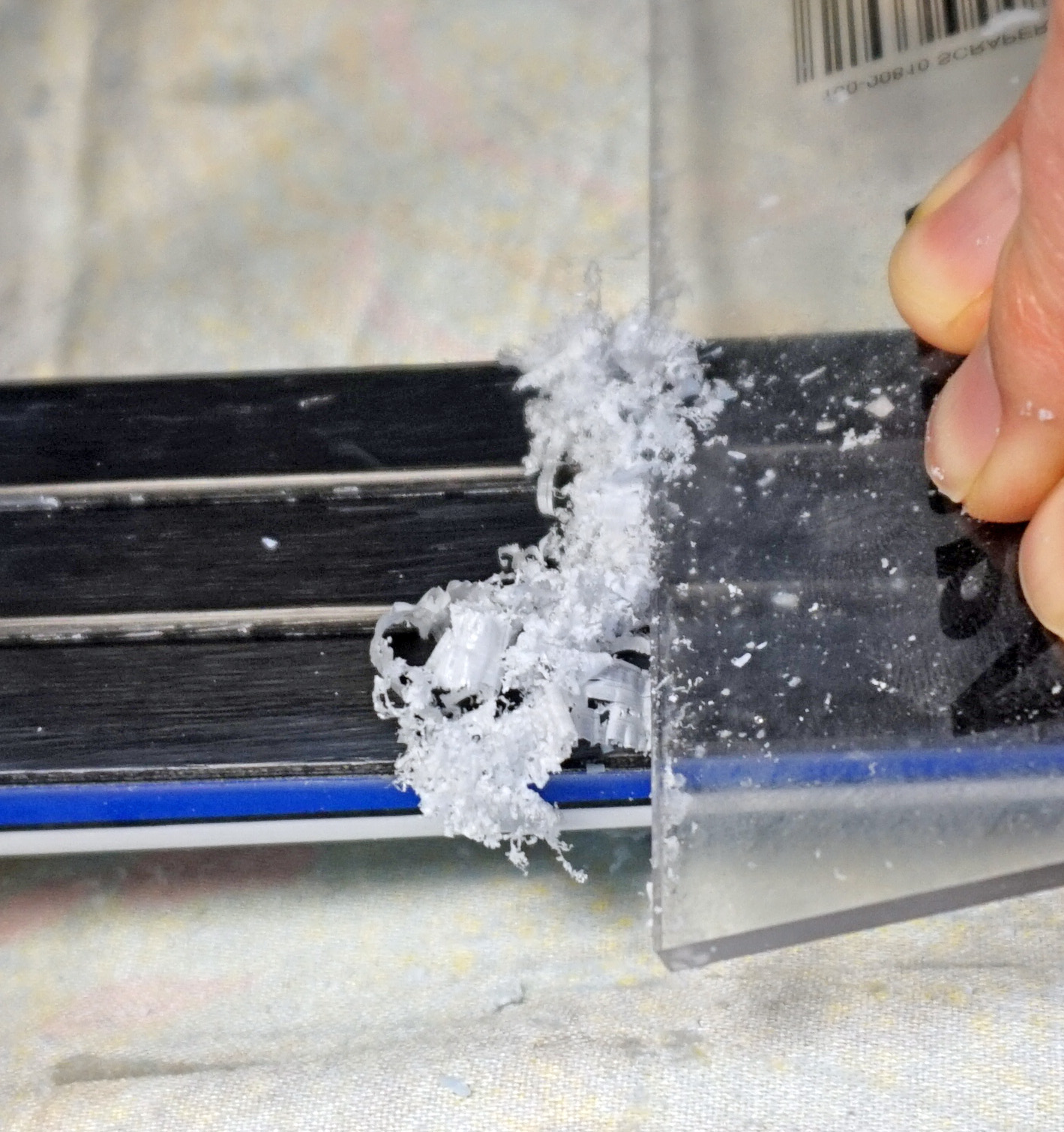
スクレーパーで余剰分を滑らかに削り落とす。

## 滑り止めワックス

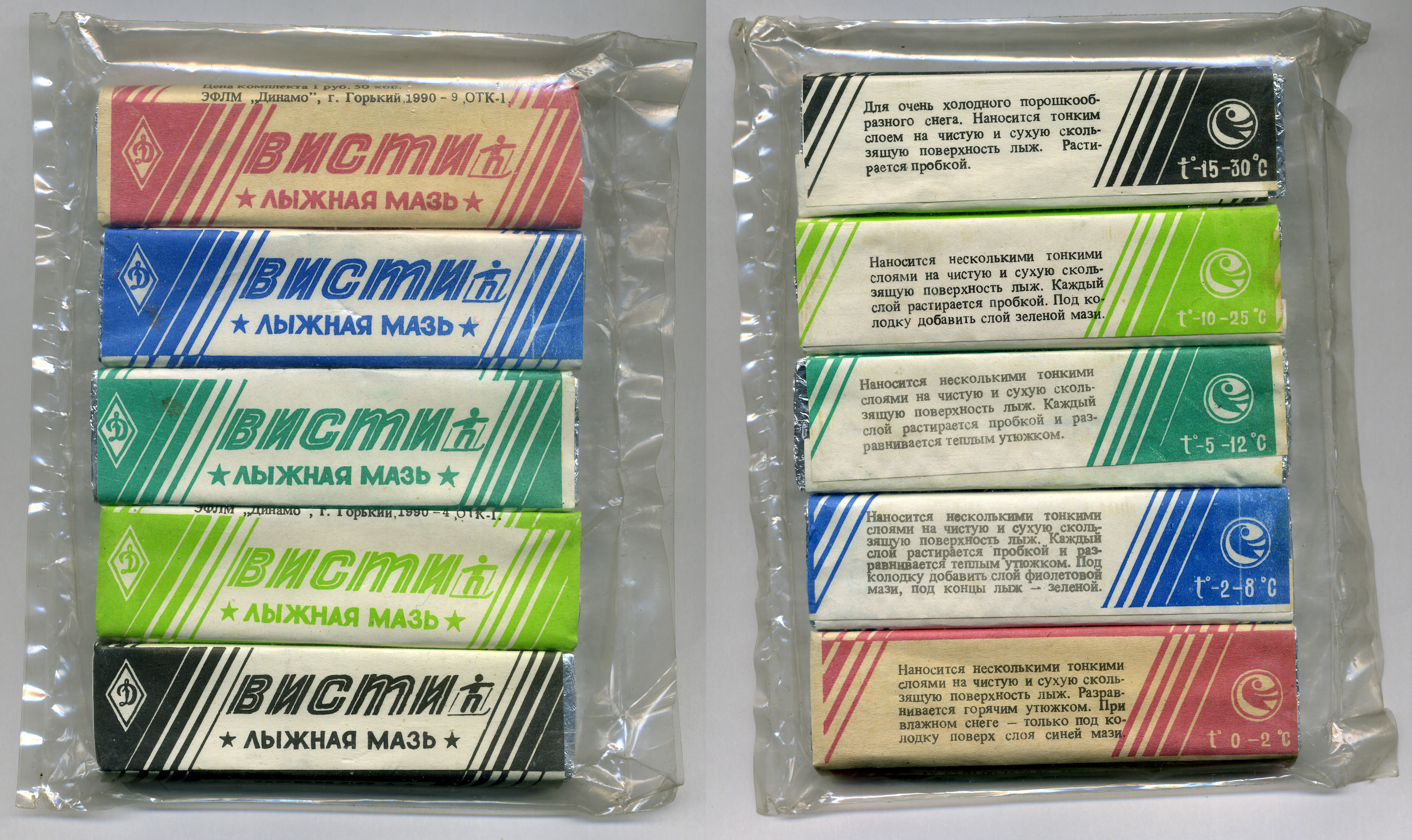
温度範囲で色分けされているクリスター

クロスカントリースキーのクラシカル走法では、雪上で静止摩擦によるトラクションがかかるように、スキーにグリップワックス（キックワックスとも呼ばれる）を使用する。これにより、平坦な場所や上り坂で前方に進むことができる。ワックスはグリップゾーン（キックゾーンとも。スキーのキャンバーによって形成される、スキーヤーの足裏の領域）に塗られ、やや前方へと延ばされる。キャンバーの存在により、一方のスキーに荷重がかかってスキーが十分に曲がっている場合には雪へのグリップを得るが、両方のスキーへの荷重が均等で完全には曲がっていない場合には抗力が最小限に抑えられる。グリップワックスは特定の温度範囲と雪のタイプに合わせて設計されており、グリップワックスを正しく選択すれば、スキーヤーの体重と雪のコンディションに適したキャンバーはスキーの滑りをそれほど低下させない。グリップワックスとして使用されるものには、ハードワックスとクリスターの2つがある。
- ハードワックス：混合物を含んだ、伝統的なパラフィンワックスベースの物質。雪の結晶が圧雪や凍結融解による変化をほぼしていない、比較的新しい雪用。混合物には染料、樹脂、ロジンなどが含まれ[9]、ワックスの硬さは、特定の温度範囲（摂氏約-30度から0度）におけるグリップの効果に応じて調整されている。ワックスはその温度範囲別に色分けされている[3]。硬いグリップワックスは、温度の低い雪用に設計されているが、高い温度ではグリップが不十分となる。逆に、低温での軟らかいワックスは、融解層が雪の凍結付着を蓄積、促進するに十分なほど摩擦と融解を生じさせる[10]。

- クリスター：ロジン、蝋、溶剤、脂肪が配合されたような粘着性の軟膏[11]。凍結融解や風化によって結晶が変形したザラメ状の雪と、特定の温度範囲に合わせて調整されている。スプレー式クリスターは、チューブから塗るものよりも便利である[3][6]。クリスターと雪のコンディションが正しく一致しない場合も、着氷が発生するおそれがある[10]。

一部のスキーは「ワックスレス」で、鱗などの質感をもち、スキーが後方に滑るのを防ぐ。山岳スキーでは、登行時にクライミングスキンを接着してグリップを得、通常は滑降時にそれを取り外す。

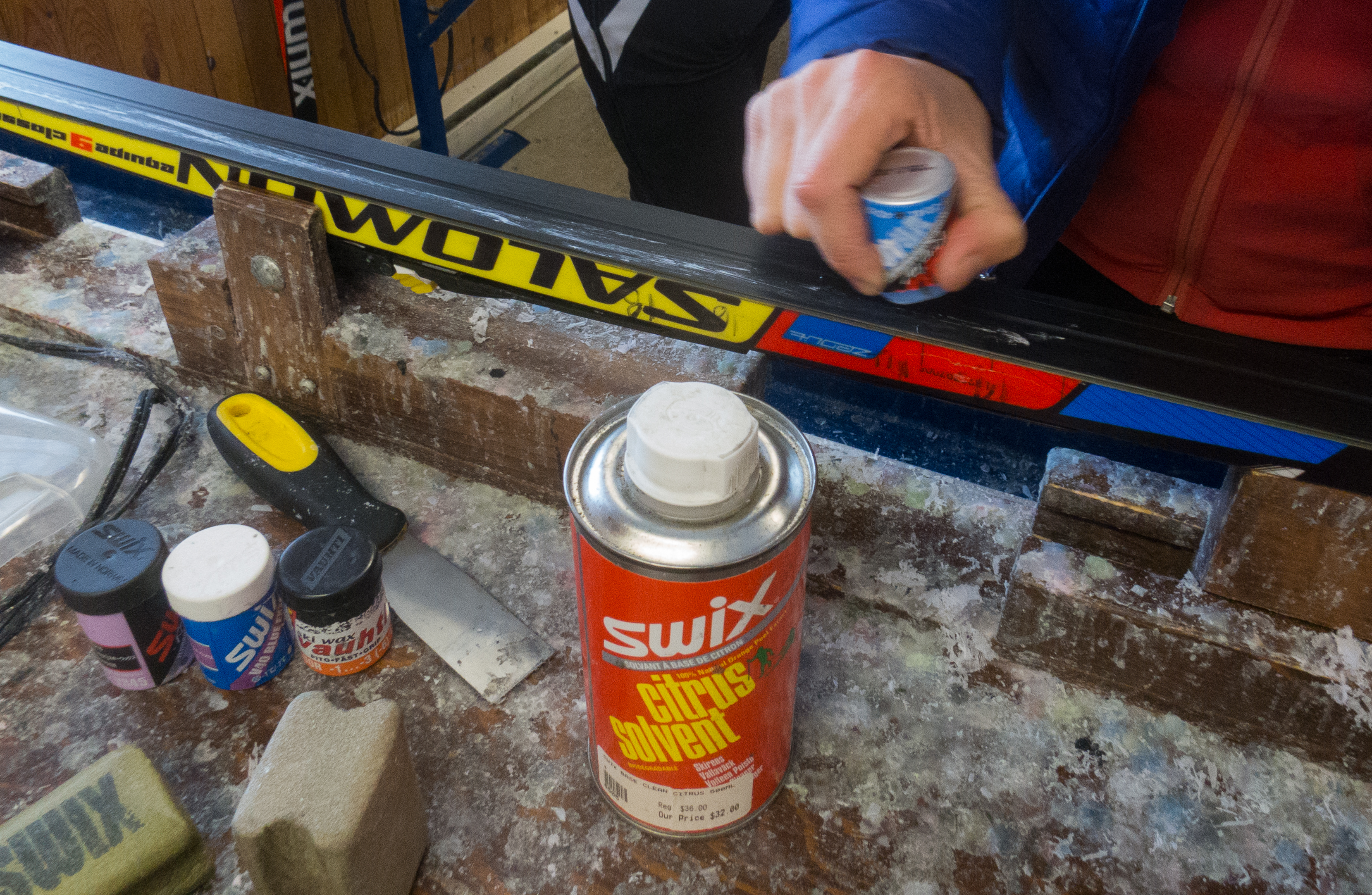
ワックスのキャニスター（画像左）を使用して、スキーにグリップワックスを塗り込む。
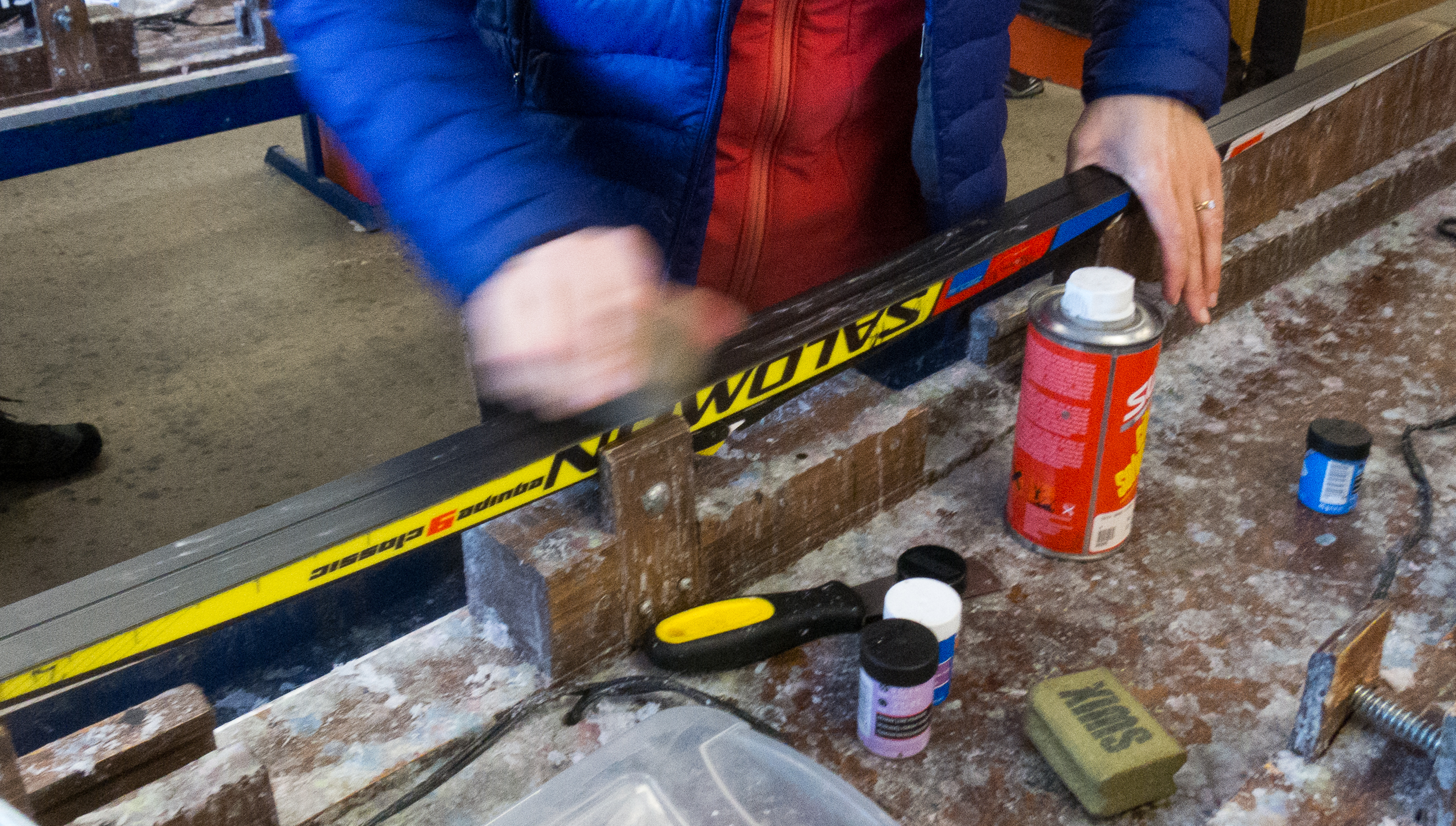
コルク（右手前）を使用して、グリップワックスを滑らかにする。

## リムーバー
ワックスは、シンナーなどの非極性溶剤で落とすことができる。ただし一部の市販のワックス溶剤は、毒性が低く、発火しにくく、スキーの滑走面にも優しい柑橘系オイルから作られている。

## 健康と環境への影響

### 健康
スキーワックスには、フッ素系界面活性剤（PFAS）など、健康に影響を与えるおそれのある化学物質が含まれている場合がある。過フッ素化カルボン酸、特にペルフルオロオクタン酸（PFOA）の数値は、シーズン中のスキーワックス技術者で増加することが示されている。

### 環境
ワックスは雪とスキーの間で摩耗し、春の雪解けまで雪の中に残る。その後、融雪は川や湖に流れ込み、それによって環境や食物連鎖の化学作用が変化する。フッ素系ワックスに使用されているPFASには耐熱性があり、化学的および生物学的に安定しているため、環境中に残留する。それはスキー場にいる動物に蓄積することが示されている。国際スキー連盟（FIS）は、2020/21シーズンからスキーの全競技種目でPFAS含有ワックスを禁止すると発表した。